# يوشينوري كاتسوماسا
يوشينوري كاتسوماسا (باليابانية: 勝又 慶典) (7 ديسمبر 1985 في فوجي في اليابان - )؛ هو لاعب كرة قدم ياباني سابق كان يلعب كمهاجم.

## وصلات خارجية
- يوشينوري كاتسوماسا على موقع رابطة كرة القدم اليابانية للمحترفين (اليابانية)
- يوشينوري كاتسوماسا على موقع قاعدة بيانات كرة القدم.إي يو (الإنجليزية)
- يوشينوري كاتسوماسا على موقع Soccerway.com (الإنجليزية)